# SN 1998ea
SN 1998ea – supernowa typu Ia odkryta 6 września 1998 roku w galaktyce A043346-6135. W momencie odkrycia miała maksymalną jasność 19,50m.